# Eparquía de Bhadravathi
La eparquía de Bhadravathi (en latín: Eparchia Bhadravathensis y en inglés: Syro-Malabar Catholic Eparchy of Bhadravathi) es una circunscripción eclesiástica de la Iglesia católica en India. Se trata de una eparquía siro-malabar, sufragánea de la archieparquía de Tellicherry. Desde el 21 de agosto de 2007 su eparca es Joseph Arumachadath de la Congregación Misionera del Santísimo Sacramento.

## Territorio y organización
La eparquía tiene 15 666 km² y extiende su jurisdicción sobre los fieles católicos de siro-malabares residentes en el estado de Karnataka en los distritos de Shimoga y Chikmagalur.
La sede de la eparquía se encuentra en la ciudad de Bhadravati (o Bhadravathi), en donde se halla la de la Pequeña Flor. Mientras se construyó esta catedral, la iglesia parroquial de San Antonio en Iduvally sirvió como procatedral de la eparquía.
En 2020 en la eparquía existían 24 parroquias.

## Historia
En el período posterior a la Segunda Guerra Mundial (1945-1960) la escasez de alimentos hizo que muchos habitantes del centro del estado de Kerala emigraran hacia el norte del estado y a sectores aledaños de los estados de Tamil Nadu y Karnataka. Las necesidades pastorales de los fieles siro-malabares que emigraron fueron atendidas por las diócesis latinas de Mangalore, Mysore y Chikmagalur. En esas regiones fue erigidda la eparquía de Tellicherry (hoy archieparquía) el 31 de diciembre de 1953.
La eparquía de Bhadravathi fue erigida el 21 de agosto de 2007 por decreto del arzobispo mayor Varkey Vithayathil, separando territorio de la eparquía de Mananthavady. La eparquía fue inaugurada el 25 de octubre de 2007.
El 18 de enero de 2010 incorporó el distrito de Chickmagalur que pertenecía a la eparquía de Mananthavady.

## Estadísticas
Según el Anuario Pontificio 2021 la eparquía tenía a fines de 2020 un total de 9986 fieles bautizados.
| Año                                                                             | Población            | Población | Población      | Sacerdotes | Sacerdotes    | Sacerdotes    | Bautizados por sacerdote | Diáconos permanentes | Religiosos | Religiosos | Parroquias |
| Año                                                                             | Bautizados católicos | Total     | % de católicos | Total      | Clero secular | Clero regular | Bautizados por sacerdote | Diáconos permanentes | Varones    | Mujeres    | Parroquias |
| ------------------------------------------------------------------------------- | -------------------- | --------- | -------------- | ---------- | ------------- | ------------- | ------------------------ | -------------------- | ---------- | ---------- | ---------- |
| 2009                                                                            | 6425                 | 1 639 622 | 0.4            | 26         | 1             | 25            | 247                      |                      | 25         | 84         | 17         |
| 2012                                                                            | 9391                 | 1 709 000 | 0.5            | 39         | 2             | 37            | 240                      |                      | 37         | 123        | 24         |
| 2015                                                                            | 9689                 | 2 968 000 | 0.3            | 40         | 8             | 32            | 242                      |                      | 32         | 119        | 24         |
| 2018                                                                            | 9873                 | 3 150 000 | 0.3            | 59         | 11            | 48            | 167                      |                      | 48         | 128        | 24         |
| 2020                                                                            | 9986                 | 3 220 300 | 0.3            | 61         | 13            | 48            | 163                      |                      | 112        | 128        | 24         |
| Fuente: Catholic-Hierarchy, que a su vez toma los datos del Anuario Pontificio. |                      |           |                |            |               |               |                          |                      |            |            |            |

## Episcopologio
- Joseph Arumachadath, M.C.B.S., desde el 21 de agosto de 2007